# 문화부 (프랑스)
문화부(프랑스어: Ministère de la Culture 미니스떼흐 드 라 쿨튜흐[*] 프랑스의 정부 부처 중 하나다. 본 청사는 파리 1구 발루아 거리 팔레 루아얄에 있다.